# Partenariat Asie-Pacifique sur le développement propre et le climat
Pour les articles homonymes, voir APP.

Carte montrant les membres du Partenariat en 2007.

Le Partenariat Asie-Pacifique sur le développement propre et le climat (Asia-Pacific Partnership on Clean Development and Climate ou APP), a été annoncé le 28 juillet 2005 par ses six États membres d'origine lors d'une réunion à Vientiane de l'Association des nations de l'Asie du Sud-Est, en l’occurrence les États-Unis, l’Australie, la Corée du Sud, la République populaire de Chine, le Japon, et l’Inde auxquels s'est joint le Canada le 16 octobre 2007. Si on discute de ce partenariat au sein de la Coopération économique pour l'Asie-Pacifique en 2011, il est considéré comme défunt en 2014.

## Objectifs

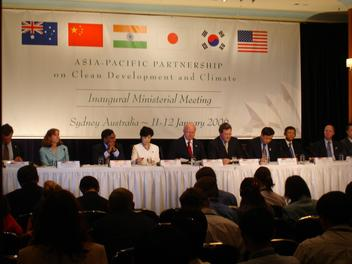
Réunion ministérielle inaugural à Sydney en janvier 2006.

Il s'agit d'une initiative de l'Administration Bush qui invite les gouvernements et le secteur privé des pays membres à accélérer l'utilisation de techniques énergétiques propres et à revoir leurs objectifs en matière d'énergie, de développement propre et de changement climatique.
Les États membres du Partenariat représentent environ la moitié de la population mondiale et plus de la moitié de la consommation d'énergie et de l'économie mondiale et ils produisent environ 65 pour cent du charbon, 62 pour cent du ciment, 52 pour cent de l’aluminium et plus de 60 pour cent de l’acier produits dans le monde.
Selon sa charte non coercitive, le Partenariat a pour objet de :
- créer un cadre non coercitif de coopération internationale pour faciliter le développement, la diffusion, le déploiement et le transfert de technologies et de pratiques actuelles, émergentes et à long terme qui soient rentables, plus propres et plus efficaces parmi les partenaires par une coopération concrète et substantielle visant des résultats pratiques ;
- promouvoir et créer des milieux porteurs de ces efforts ;
- faciliter l’atteinte des objectifs nationaux de réduction de la pollution, de sécurité énergétique et sur le changement climatique ;
- constituer un forum pour explorer les politiques de chaque partenaire sur les sujets interreliés du développement, de l’énergie, de l’environnement et du changement climatique, dans le contexte d’objectifs de développement propre et pour partager les expériences du développement et de la mise en œuvre des stratégies nationales du développement et de l’énergie [1].

Dans le cadre de cette charte, plusieurs projets et chantiers sont en cours dans les pays partenaires.

## Critiques
Beaucoup y voient une réplique au Protocole de Kyoto que les États-Unis n'ont pas ratifié.